# 巴拿馬運河鐵路
巴拿馬運河鐵路（西班牙語：Ferrocarril de Panamá）是中美洲國家巴拿馬連接大西洋至太平洋的鐵路線。此線全長76.6公里，橫過巴拿馬地峽，由大西洋側的科隆至太平洋側近巴拿馬城的巴尔博亚。由於路線十分困難的物理和技術條件限制，工程被視為國際工程的成就。興建期間花費800萬美元，約5000至1萬名工人在工程期間死亡。鐵路於1855年啟用，比巴拿馬運河早約半世紀，運河後來興建，與鐵路平行。
19世紀興建時稱為巴拿馬鐵路公司，現時由巴拿馬運河鐵路公司營運。自1998年起由堪薩斯城南方鐵路公司與Mi-Jack Products共同持有，並租予巴拿馬政府。巴拿馬運河鐵路同時提供客貨運服務。
鐵路線由美國興建，目的是在1849年加利福尼亞淘金潮時增加美國東部至加利福尼亞的客貨運輸。美國國會自1850年起為營運客運和郵件運送的蒸汽船公司提供資助，並支持一部分鐵路興建費用，首列營運列車在1855年1月28日開行。通車時稱為跨洋鐵路，後來有人將之稱為橫貫大陸鐵路，儘管其只橫跨南北美洲狹窄的地峽。巴拿馬運河鐵路一度同時由營運美國東西岸的客運和郵件運送船公司持有和營運。此鐵路線對半世紀後興建平行的巴拿馬運河有著重要的作用。